# Сопертон (Џорџија)
Сопертон (Џорџија) (енгл. Soperton) град је у америчкој савезној држави Џорџија. По попису становништва из 2010. у њему је живело 3.115 становника.

## Демографија
Према попису становништва из 2010. у граду је живело 3.115 становника, што је 291 (10,3%) становника више него 2000. године.
| Група             | 2000.         | 2010.         |
| Белци             | 1.315 (46,6%) | 1.266 (40,6%) |
| Афроамериканци    | 1.464 (51,8%) | 1.790 (57,5%) |
| Азијати           | 10 (0,4%)     | 4 (0,1%)      |
| Хиспаноамериканци | 26 (0,9%)     | 31 (1,0%)     |
| Укупно            | 2.824         | 3.115         |